# Tricholoma bonii
Tricholoma bonii är en svampart som tillhör divisionen basidiesvampar, och som beskrevs av Néstor G. Basso och Candusso. Tricholoma bonii ingår i släktet musseroner, och familjen Tricholomataceae. Arten har ej påträffats i Sverige.